# Leucanopsis jonesi
Leucanopsis jonesi är en fjärilsart som beskrevs av Rothschild 1909. Leucanopsis jonesi ingår i släktet Leucanopsis och familjen björnspinnare. Inga underarter finns listade i Catalogue of Life.